# Hipster (1940-talet)
Hipster är en subkultur som uppkom på 1940-talet.
Uttrycket hipster, som användes i slutet av 1940-talet refererade till jazzfans, speciellt de som lyssnade på modern jazz som blev populärt under det tidiga 1940-talet. Hipsters antog jazzmusikers livsstil, inklusive klädstil, slangterminologi, användning av cannabis, amfetamin och andra droger, avslappnad attityd, sarkastisk humor, självförvållad fattigdom och avslappnade sexuella koder. Tidiga hipsters var generellt vita ungdomar som tillägnade sig många av de manér som svarta i städer använde vid samma tid, men senare hipsters kopierade ofta tidigare hipsters utan att veta varifrån kulturen hade sitt ursprung.
Jazzmusikern Harry "The Hipster" Gibson skrev i sin självbiografi att han själv myntat begreppet mellan 1939 och 1945.